# I'd Wait for Life
I'd Wait for Life è una canzone del gruppo Take That, terzo singolo dal loro album Beautiful World. Pubblicato il 18 giugno 2007, vede come cantante principale il leader Gary Barlow.

## Tracce
Singolo CD Regno Unito
1. I'd Wait for Life (Radio Edit) – 4:11
2. We All Fall Down – 3:47

Singolo CD Paesi Bassi
1. I'd Wait for Life (Radio Edit) – 4:11
2. We All Fall Down – 3:47
3. Shine (BBC Radio 2 Live & Exclusive) – 3:36
4. Back for Good (BBC Radio 2 'Live & Exclusive) – 4:11

## Classifiche
| Classifica (2007) | Posizione massima |
| ----------------- | ----------------- |
| Italia            | 13                |
| Regno Unito       | 17                |